# Юба Діарра
Юба Діарра (фр. Youba Diarra, нар. 24 березня 1998) — малійський футболіст, півзахисник австрійського клубу «Гартберг».

## Ігрова кар'єра
Народився 24 березня 1998 року.
У дорослому футболі дебютував 2018 року виступами за команду «Ред Булл». 
Згодом з 2018 по 2019 рік грав у складі команд «Вінер-Нойштадт», «Гартберг», «Ліферінг» та «Ред Булл».
Своєю грою за останню команду привернув увагу представників тренерського штабу клубу «Санкт-Паулі», до складу якого приєднався на умовах оренди 2019 року. Відіграв за гамбурзький клуб наступний сезон своєї ігрової кар'єри.
Протягом 2020 року знову захищав кольори клубу «Ліферінг».
У 2020 році повернувся до клубу «Ред Булл». Цього разу провів у складі його команди один сезон. 
Протягом 2021—2022 років захищав кольори клубів «Нью-Йорк Ред Буллз» та «Гартберг».
З 2022 року знову, цього разу один сезон захищав кольори клубу «Ред Булл». 
З 2023 по 2024 рік продовжував кар'єру в клубах «Кадіс», «Астерас» та «Кадіс Б».
До складу клубу «Гартберг» приєднався 2024 року. Станом на 8 травня 2025 року відіграв за команду з Гартберга 26 матчів в національному чемпіонаті.